# Sidi Nsir
Sidi Nsir este un oraș agricol în guvernoratul Bizerte, Tunisia.